# ماجرای زنای جان ادواردز

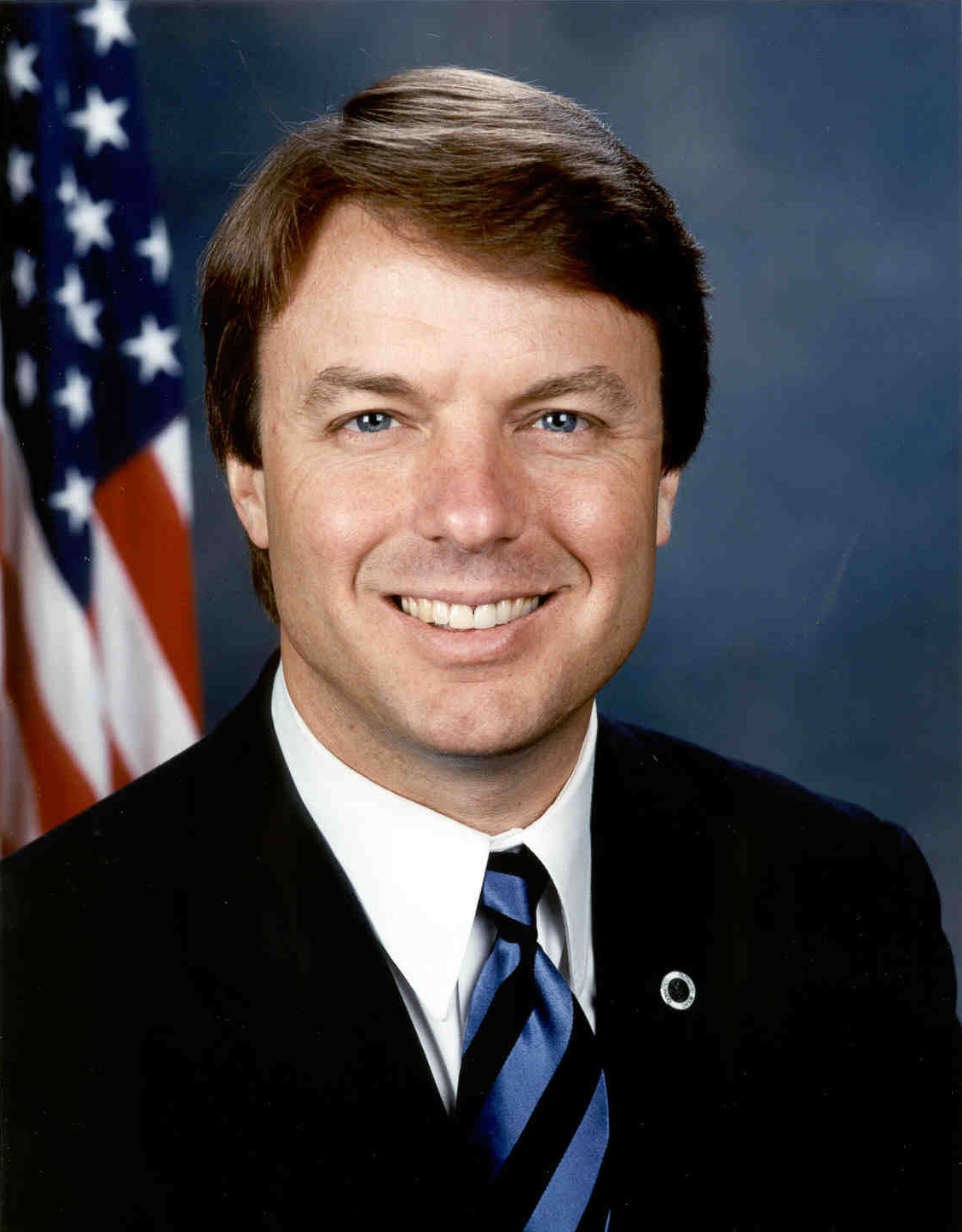
جان ادواردز

ماجرای زنای جان ادواردز به رابطه جان ادواردز سناتور سابق ایالت کارولینای شمالی وکاندیدای ریاست جمهوری درون حزبی حزب دمکرات آمریکا و فیلمسازی به نام ریله هانتر گفته می‌شود که نتیجه این رابطه تولد یک فرزند دختر بود. این ماجرا ابتدا در سال ۲۰۰۷، توسط نشریه نشنال اینکوایر بدون ذکر نام ریله هانتر و منبع خبر منتشر شد. درابتدا ادواردز این رابطه را تکذیب کرد ولی در سال ۲۰۰۸ ماجرای رابطه جنسی را پذیرفت ولی اعلام کرد که پدر دختر هانتر نیست و حقوق سکوت به هانتر نپرداخته است. درنهایت. در سال ۲۰۱۰ ادواردز پذیرفت که پدر دختر هانتر است.